# 無機過酸化物
無機過酸化物（むきかさんかぶつ、inorganic peroxides）とは、O22− と金属とから構成される塩の総称であり、形式的には過酸化水素の金属塩である。
スーパーオキシドアニオン O2−・の塩は超酸化物 (superoxide) と呼称されるので、過酸化物とは区別する必要がある。
また、有機化合物の過酸化物・過酸、あるいは無機化合物のペルオキソ酸などもそれぞれ過酸化物と呼ばれることがある。それらは過酸化物（曖昧さ回避）も参照のこと。

## 製法
無機過酸化物は次に示すような方法で合成される。
- 金属あるいは金属酸化物を酸素（空気）と加熱する。
- Na（金属）/liq. NH3 に酸素ガスを導入する。
- 金属塩に過酸化水素を加え塩交換を行う。

過酸化物を生成する金属を次に挙げる。
- アルカリ金属 – リチウム (Li)、ナトリウム (Na)、カリウム (K) – M2O2
- アルカリ土類金属 – マグネシウム (Mg)、カルシウム (Ca)、バリウム (Ba) – MO2
- 2価の遷移金属 - 亜鉛 (Zn)、カドミウム (Cd)、水銀 (Hg) – MO2
- ランタノイド（3価）
- ウラン（4価）

## 用途
過酸化水素と同様に、おもに酸化剤・漂白剤として使用される。無機過酸化物は固体なので過酸化水素と比べるならば取り扱い簡便な面もあるが、過酸化物としての取り扱い上の注意は共通である。

## 主な無機過酸化物
無機過酸化物は消防法により危険物第1類に指定されている。
- 過酸化リチウム (Li2O2)
- 過酸化カリウム (K2O2)
- 過酸化ナトリウム (Na2O2)
- 過酸化マグネシウム (MgO2)
- 過酸化カルシウム (CaO2)
- 過酸化バリウム (BaO2)
- 過酸化亜鉛 (ZnO2)